# Distribuição binomial
Em teoria das probabilidades e estatística, a distribuição binomial é a distribuição de probabilidade discreta do número de sucessos numa sequência de {\displaystyle n} tentativas tais que:
1. Cada tentativa tem exclusivamente como resultado duas possibilidades, sucesso ou fracasso (binomial, a que se chama de ensaio de Bernoulli), e;
2. Cada tentativa é independente das demais, e;
3. A probabilidade de sucesso {\displaystyle p} a cada tentativa permanece constante independente das demais, e;
4. A variável de interesse, ou pretendida, é o número de sucessos {\displaystyle k} nas {\displaystyle n}  tentativas.

## Função de probabilidade
Se a variável aleatória X que contém o número de tentativas que resultam em sucesso tem uma distribuição binomial com parâmetros n e p escrevemos X ~ B(n, p). A probabilidade de ter exatamente k sucessos é dado pela função de probabilidade:
{\displaystyle f(k;n,p)={n \choose k}p^{k}(1-p)^{n-k}\,}
para {\displaystyle k=0,1,2,\dots ,n} e onde {\displaystyle {n \choose k}} é uma combinação.
Colocando a função completa, incluindo a Combinação:
{\displaystyle f(k;n,p)={\frac {n!}{k!(n-k)!}}\ {p^{k}}{(1-p)^{n-k}}}
Cada parte da função acima traduz os seguintes dados:
A combinação {\displaystyle {\frac {n!}{k!(n-k)!}}} contém as ordenações possíveis;
O número de sucesso é {\displaystyle {p^{k}}}, e;
A probabilidade de fracassos é {\displaystyle (1-p)^{n-k}}.
Por meio do desenvolvimento do binômio e algumas operações com expoentes e fatoriais, é possível demonstrar que:
{\displaystyle f(k;n,p)={\frac {p}{1-p}}{\frac {n-k+1}{k}}f(k-1;n,p)}

## Exemplos
Exemplo 1
Três dados comuns e honestos serão lançados. A probabilidade de que o número 6 seja obtido mais de uma vez é:
A probabilidade de que seja obtido 2 vezes mais a probabilidade de que seja obtido 3 vezes.
Usando a distribuição binomial de probabilidade:
Acha-se a probabilidade de que seja obtido 2 vezes:
{\displaystyle f(2;3,{\frac {1}{6}})={3 \choose 2}\times \left({\frac {1}{6}}\right)^{2}\times \left(1-{\frac {1}{6}}\right)^{3-2}\,}
{\displaystyle ={\frac {3!}{2!\cdot \left(3-2\right)!}}\,\!\times {\frac {1}{36}}\times ({\frac {5}{6}})^{1}\,=}
{\displaystyle ={\frac {3}{1}}\times {\frac {1}{36}}\times {\frac {5}{6}}={\frac {15}{216}}={\frac {5}{72}}\,}
Agora a probabilidade de que seja obtido 3 vezes:
{\displaystyle f(3;3,{\frac {1}{6}})={3 \choose 3}\times {\frac {1}{6}}^{3}\times (1-{\frac {1}{6}})^{3-3}\,=}
{\displaystyle ={\frac {3!}{3!\cdot \left(3-3\right)!}}\,\!\times {\frac {1}{216}}\times ({\frac {5}{6}})^{0}\,=}
{\displaystyle ={\frac {3!}{3!}}\times {\frac {1}{216}}\times 1\,=}
{\displaystyle {\frac {3!}{3!}}={\frac {6}{6}}=1}
{\displaystyle =1\times {\frac {1}{216}}\times 1={\frac {1}{216}}\,}
Assim, a resposta é:
{\displaystyle ={\frac {15}{216}}+{\frac {1}{216}}={\frac {16}{216}}={\frac {2}{27}}}
Exemplo 2
Seja X uma variável aleatória que contém o número de caras saídas em 12 lançamentos de uma moeda honesta. A probabilidade de sair 5 caras em 12 lançamentos, {\displaystyle P(X=5)}, é dada por:
{\displaystyle \!k=5,n=12,p=0,5}
{\displaystyle \!f(5;12;0,5)={12 \choose 5}0,5^{5}(1-0,5)^{12-5}=0,19}

## Valor esperado e variância
Se a X ~ B(n, p) (isto é, X é uma variável aleatória binomialmente distribuida), então o valor esperado de X é
{\displaystyle E[X]=np\,}
e a variância é
{\displaystyle {\mbox{var}}(X)=np(1-p).\,}